# Pro Wrestling (videojuego)
Pro Wrestling  (プロレス Puroresu?, trad. «lucha libre») es un videojuego de lucha libre lanzado originalmente para el FDS en 1986. Más tarde se lanzó en América del Norte y Europa para NES. Fue el tercer juego de wrestling en Nintendo Entertainment System (después de M.U.S.C.L.E. y Tag Team Wrestling).

## El juego
El jugador elige un personaje de una lista de seis luchadores, cada uno con un conjunto único de movimientos de lucha. Además de los ataques de puñetazos, patadas y carreras, los luchadores pueden "bloquearse" entre sí para ejecutar golpes de cuerpo, piledrivers y otros movimientos de lucha profesional. Los luchadores también pueden escalar los dos torniquetes superiores para ataques adicionales de alto vuelo. Los partidos son uno a uno, sin opción para los combates de equipos de etiqueta. Los oponentes derribados pueden ser arrastrados desde la estera, lo que permite que el oponente tenga una ventana para ejecutar ataques adicionales, o puede ser fijado en su lugar. Al igual que en la lucha libre profesional, un luchador que está inmovilizado por tres cargos pierde el combate. Las partidas de un jugador se cronometran, y la partida se declara un empate si no se produce un pinfall dentro del límite de tiempo de cinco minutos.
Es posible dejar el anillo; sin embargo, un jugador que lo haga debe reingresar al ring antes de que el árbitro cuente 20. De lo contrario, se producirá una pérdida (a través de la cuenta de salida) o un empate (doble cuenta de salida), si ambos luchadores no logran volver a ingresar a tiempo. (Nota: el conteo del árbitro se interrumpe solo después de que ambos luchadores hayan vuelto a ingresar al ring. Es decir, siempre que al menos un luchador esté fuera del ring, el conteo del árbitro continúa. Además, es posible que un luchador sea contado fuera mientras se ejecuta una "plancha" si él ha cruzado las cuerdas del anillo por el conteo de 20.)
El juego fue uno de los primeros juegos de lucha con un árbitro dentro del ring. El árbitro en el juego es bastante exacto. Por ejemplo, cada vez que se intenta un pinfall, el árbitro debe correr hacia donde están los dos luchadores, acostarse boca abajo y comenzar el conteo de los tres. En efecto, si el árbitro está en el otro lado del ring cuando un oponente inicia un pin, el jugador tendrá tiempo adicional para intentar escapar. El juego también fue el primer título de lucha libre para presentar a un camarógrafo en el ringside (aunque no interactúa con los luchadores).

### Un jugador
El modo de un solo jugador consta de dos partes. Primero, el jugador lucha en partidos contra oponentes de la CPU cada vez más difíciles. Después de ganar cinco partidos, el jugador lucha contra King Slender, el campeón de la Asociación de Luchas de Vídeo (VWA). Si el jugador seleccionó a King Slender para jugar, entonces se enfrentará a Giant Panther para el Campeonato VWA, aunque algunas versiones del juego tienen un error que requiere que King Slender gane más de los cinco partidos habituales antes de obtener la oportunidad de obtener el título.
Después de ganar el título VWA, comienza la segunda etapa del juego. Como campeón de la VWA, el jugador tiene que defender el título. Hacer diez defensas de título exitosas (dos contra cada uno de los cinco personajes restantes) resultará en un combate por el título contra el Gran Puma, campeón de la Federación de lucha de video. Derrotar a Puma hará que un jugador sea el campeón interpromocional de VWA / VWF y termine el juego. Vale la pena señalar que algunos aficionados de Nintendo consideran que el Gran Puma es uno de los personajes jefes más difíciles de aparecer en la NES.

### Dos jugadores
El modo de dos jugadores en Pro Wrestling presenta esencialmente la misma jugabilidad que un solo jugador, aunque sin la búsqueda del campeonato. Cada jugador selecciona un luchador y luego procede directamente al combate. El juego evita que el mismo personaje sea elegido para ambos jugadores. A diferencia del modo de un solo jugador, cada partida es una de las mejores tres caídas. Los partidos de dos jugadores también carecen del límite de tiempo de cinco minutos del modo de un solo jugador.

## Personajes jugables
- Fighter Hayabusa
- Giant Panther
- Kin Corn Karn
- King Slender
- Starman
- ( ? ) The Amazon

## Desarrollo
Masato Masuda ideó el sistema de juego y fue el único programador. Masuda estaba trabajando para el equipo de desarrollo de Nintendo R&D3. Poco después del lanzamiento del juego, Masuda dejó Nintendo y se unió a TRY, que luego se convirtió en Humano. Masuda más tarde trabajó en la popular serie Fire Pro Wrestling de Human. Lista de registros de derechos de autor de EE. UU. listo a "Try Company, Ltd." como el autor.

## Recepción
Computer Gaming World lo nombró el Mejor Juego Deportivo de 1988 para Nintendo, afirmando que ofrecía "gráficos realistas, acción sin parar y movimientos de lucha realistas. Llegó a la conclusión de que Pro Wrestling era el único juego de lucha que realmente entiende lo que está simulando". Game Informer lo nombró el mejor juego número 79 en 2001. El personal lo consideró un blazer y elogió su banda sonora.
Famitsū informó que Pro Wrestling fue el videojuego número 1 en los Estados Unidos durante aproximadamente dos meses.
El mensaje de la victoria en Engrish del juego "A Winner Is You" se ha convertido en un meme de Internet.